# Padre Island
Padre Island je ostrov ve státě Texas při ústí řeky Rio Grande do Mexického zálivu. Je to nejdelší bariérový ostrov na světě, táhne se podél pobřeží v délce přes 180 km od přístavu Corpus Christi po mexickou hranici, jeho šířka však nikde nepřesahuje 5 km. S rozlohou 541 km² je po Long Islandu druhým největším ostrovem kontinentálních Spojených států amerických. Mezi ostrovem a pevninou se nachází Laguna Madre, která je součástí Intracoastal Waterway. Padre Island je rovinatý a písčitý, porost tvoří převážně Quercus fusiformis. V roce 1964 byl vybudován umělý průplav Port Mansfield, který ostrov rozdělil na severní a jižní část.
Původními obyvateli byli indiáni kmene Karankawa, v roce 1519 zde přistál Alonso Alvarez de Pineda, který dal místu název Isla Blanca (Bílý ostrov). Současný název ostrov dostal na počátku 19. století podle katolického kněze (španělsky padre) José Nicoláse Ballího, který křtil místní domorodce. Za druhé světové války zde bylo zřízeno vojenské cvičiště. Díky množství pláží je ostrov oblíbenou prázdninovou destinací, provozuje se také potápění a rybolov, v roce 1962 byla jeho střední část zařazena na seznam chráněných území National Seashore. Klade zde vejce vzácná kareta menší a hnízdí mořští ptáci jako pelikán hnědý, ibis bílý nebo kulík hvízdavý, mezi dunami žije zajíc tmavoocasý a tarbíkomyš texaská. Ostrov bývá často zasažen hurikány. V okolním moři se nacházejí zásoby ropy.